# Rayhon
Rayhon, właśc. Reyxana Otabekovna Ganiyeva (ur. 16 września 1978 w Taszkencie) – uzbecka piosenkarka i aktorka filmowa, uhonorowana tytułem Zasłużonej Artystki Republiki Uzbekistan. Zyskała popularność w Uzbekistanie w 2002 roku piosenką „Baxtli boʻlaman”. Ukończyła taszkiencki Instytut Języków Obcych. Jej matka Tamara Szakirowa była aktorką. 2011 roku „Look-TM” umieścił Rayhon na pierwszym miejscu listy najpiękniejszych kobiet uzbeckego show-biznesu. W wywiadzie, udzielonym gazecie „Hordyq” (uzb. «Ҳордиқ» газетаси), piosenkarka powiedziała, że nie poprawia urody:

Nigdy nie poddałam się operacji plastycznej. Szczerze mówiąc, bardzo się tego boję.
Ҳеч қачон пластик операция қилдирмаганман. Ростини айтсам, бундан жуда қўрқаман.

Po raz pierwszy Rayhon wyszła za mąż w 2012 roku. Jej mężem został aktor Yigitali Mamajonov. Z tego małżeństwa Rayhon ma dwóch synów: Isloma i Imrona. Związek rozpadł się po dwóch latach. Na końcu 2016 roku poślubiła prezentera telewizyjnego Farhoda Alimova.

## Albumy
- Sensiz (2001)
- Baxtli boʻlaman (2002)
- Sevgilim (2004)
- Faqat muhabbat (2005)
- Yodingdami? (2006)
- Sogʻindim (2007)
- Doimo (2008)
- Orzuinga ishon (2009)
- Tabassum qil (2010)
- Sevaveraman (2011)
- Sevgi bu nima? (2012)
- Oyijon (2013)
- Izlama (2015)